# Liste der Studenten- und Schülerverbindungen in Aschaffenburg

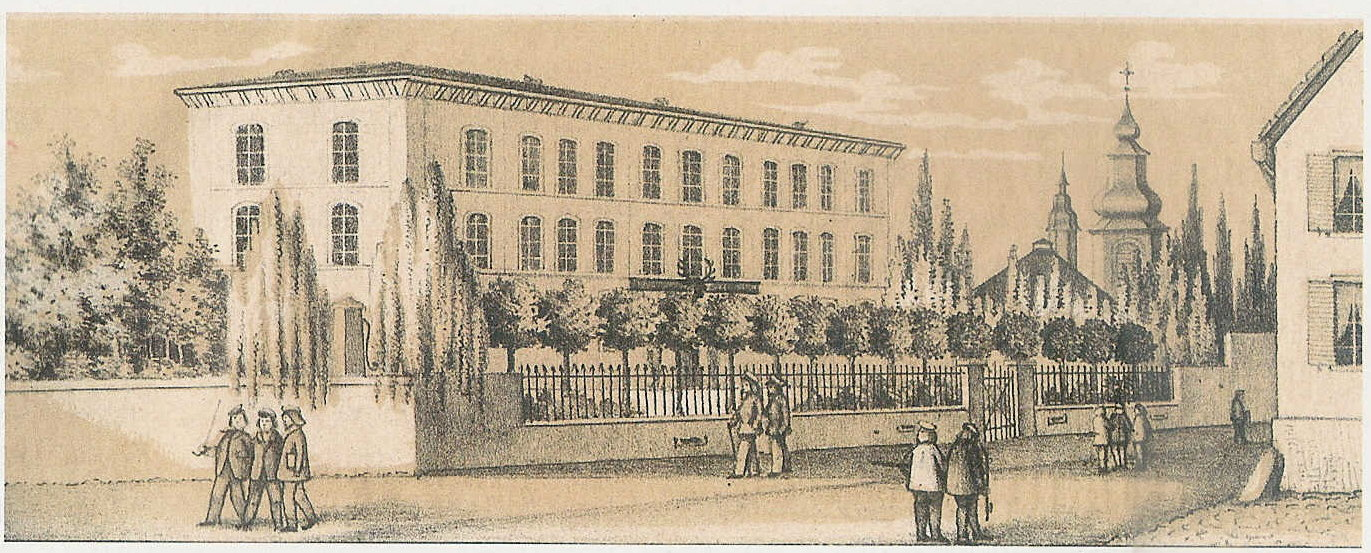
Bayerische Forstlehranstalt um 1854

Die Liste der Studenten- und Schülerverbindungen in Aschaffenburg verzeichnet die erloschenen und verlegten Studenten- und Schülerverbindungen in Aschaffenburg. Sie waren an der Karls-Universität Aschaffenburg (1808–1873), der Forstliche Hochschule Aschaffenburg (1807–1910) und an den Aschaffenburger Gymnasien ansässig. Stand 2002 existiert keine Studenten- oder Schülerverbindung in Aschaffenburg.

## Verlegte Verbindungen
Die Sortierung erfolgt nach dem Gründungsdatum.
|  |
|  |
|  |
|  |
|  |

|  |
|  |
|  |
|  |
|  |

|  |
|  |
|  |
|  |
|  |

f.f. = farbenführend, ansonsten farbentragend

## Erloschene Verbindungen
Die Sortierung erfolgt nach dem Gründungsdatum.
| Name                        | Gründung | Farben | Wappen | Zirkel | Verband | Fechtfrage | Mitglieder | Anmerkungen |
| --------------------------- | -------- | ------ | ------ | ------ | ------- | ---------- | ---------- | --- |
| Schülerverbindung Concordia |          |        |        |        |         |            | Männer     | geheime Schülerverbindung, dessen Mitglieder 1851 die „Gesellschaft der Aschaffenburger“ mit 6 weiteren Abiturienten in Würzburg gründeten, die zur heutigen Turnerschaft Asciburgia Würzburg wurde; war am Königlichen Gymnasium ansässig |

f.f. = farbenführend, ansonsten farbentragend

## Örtliche Zusammenschlüsse
Die Forstcorps Hubertia, Arminia und Hercynia bildeten bis 1910 gemeinsam den Aschaffenburger Senioren-Convent, welcher im Verkehrsverhältnis mit dem KSCV stand.
Seit 1895 gibt es einen aktiven Zusammenschluss von Alten Corpsstudenten im Raum Aschaffenburg. 1902 wurde formell ein eigener Corpsphilisterverband der Aschaffenburger Corpsphilister gegründet. Bis 1910 existierte er parallel zum ASC. 100 Jahre nach der Aufhebung der Aschaffenburger Hochschule richtete der Aschaffenburger AHSC verschiedene Gedenkveranstaltungen aus, über die in den örtlichen Medien berichtet wurde. 2020 veranstaltete der AHSC Aschaffenburg und Umgebung sein 125. Stiftungsfest.
Neben dem Zusammenschluss der Alten Herren der Corps, existiert auch der CV-Zirkel-Aschaffenburg, ein Zusammenschluss der Alten Herren der Verbindungen des Cartellverbandes.